# 韦曾贝克-奥珀姆
韦曾贝克-奥珀姆（荷蘭語：Wezembeek-Oppem，荷蘭語發音：[ˈʋeːzɛmˌbeːk ˈɔpɛm] ⓘ）是比利时弗拉芒大区弗拉芒布拉班特省哈勒-维尔福德区的一个语言便利市镇，面积6.82平方千米，人口14,021人（2018年1月1日）。韦曾贝克-奥珀姆是弗拉芒社群的一部分，官方语言为荷蘭語，但当地多数居民使用法语，作为一个语言便利市镇，韦曾贝克-奥珀姆市政部门为法语使用者提供语言便利。